# Bertoldo d'Este
Bertoldo d'Este (maggio 1434 – Eubea, 4 novembre 1463) è stato un condottiero italiano, capitano di ventura al servizio della Repubblica di Venezia nella guerra contro i Turchi di Maometto II, settimo sultano dell'Impero ottomano.

## Biografia
Figlio di Taddeo d'Este capitano di ventura e nobile della casata Este al servizio dei veneziani, Bertoldo seguì le orme paterne seguendolo nel mestiere delle armi e combattendo per Venezia.
Nel maggio del 1463 Bertoldo partecipò da vincitore a Padova ad una giostra che si teneva in onore del nuovo Doge di Venezia Cristoforo Moro. Durante la festa i mercenari di Bertoldo si scontrarono con quelli di Bartolomeo Colleoni mettendo a soqquadro la città.
Venezia, alleata con re Mattia Corvino d'Ungheria e decisa a muovere guerra contro i Turchi in Morea, assoldò il giovanissimo condottiero Bertoldo d'Este nominandolo capitano generale di un corpo di spedizione mercenario con numerosi italiani e anche galeotti dell'isola di Creta ai quali era stata promessa l'amnistia in cambio della loro partecipazione alla guerra.
Sbarcato nel Peloponneso nel settembre del 1463, Beroldo conquistò, con l'appoggio dal mare delle galee del capitano generale veneziano Alvise Loredan la città di Argo che venne saccheggiata e la difese poi da un ritorno offensivo dei Turchi che inutilmente tentarono più volte, durante il mese d'ottobre dello stesso anno, di riprenderla.
Per resistere ad un eventuale arrivo di rinforzi turchi dalla Tessaglia, Bertoldo, mettendo al lavoro i suoi uomini e i galeotti arruolati, fortificò l'istmo di Corinto restaurando il muro turrito dell'Examilion, distrutto diciassette anni prima dal sultano Murad II, recingendolo anche  di un doppio fossato lungo sei miglia che andava dall'Egeo sino allo Ionio.
Assicuratisi alle spalle, Bertoldo, dopo aver tentato di entrare in possesso di Corinto con una trattativa, mise l'assedio alla città. Con due assalti i veneziani presero alcune fortificazioni al di fuori della città: mentre ci si preparava al terzo assalto, Bertoldo volle controllare le postazioni della sua artiglieria avvicinandosi alle mura di Corinto da cui fu scagliato un sasso che, colpendolo alla tempia, lo ferì gravemente.
Trasportato per curarlo a Negroponte, dopo 12 giorni Bertoldo morì.
Venezia lo onorò con solenni funerali di stato e il suo corpo fu inumato nella chiesa di san Francesco a fianco dell'altare maggiore, vicino alla tomba del padre.